# Herefordska stolnica
Herefordska stolnica je v Herefordu v Angliji in izvira iz leta 1079. Najbolj je znana po srednjeveškem zemljevidu sveta Mappa Mundi iz 13. stoletja. Na angleškem seznamu zaščitenih zgradb (Statutory List of Buildings of Special Architectural or Historic Interest) je po pomenu uvrščena v stopnjo I.

## Izvor
Stolnica je posvečena dvema zavetnikoma, svetnikoma, in sicer sv. Mariji in kralju sv. Ethelbertu. Leta 792 ga je obglavil Offa, kralj Mercije. Offa je sprva privolil, da bo dal svojo hčer Ethelbertu, zakaj si je premislil in ga obglavil, zgodovinarji ne vejo. Usmrtitev ali umor naj bi bil v Suttonu, 6 km od Hereforda. Z njegovim truplom pa je v mesto prišla sodobna stolnica s "pobožnim menihom". Pravijo, da so se na Ethelbertovem grobu dogajali čudeži. V naslednjem stoletju (okoli 830) je Milfrida, mercijskega plemiča, zgodba o teh čudežih tako ganila, da je obnovil kamnito malo cerkvico, ki je stala tu in jo posvetil svetniškemu kralju.
Pred tem je Hereford postal sedež škofije. Središče škofije naj bi bil že v 6. stoletju. Med letoma 676 in 688 je bila sedež škofa Putta, ki je stolnico ponovno ustanovil, ko je prišel iz Rochestra. Kamnita cerkvica, ki jo je postavil Milfrid pred približno 200 leti, se je med  vladavino Edvarda Spovednika spremenila. Nova cerkev je stala le kratek čas, saj so jo leta 1056 oropale in požgale kombinirane valižansko-irske enote pod vodstvom valižanskega princa Gruffydda ap Llywelyna. Uničili so jo, ko so v uporu ubili sedem kanonikov.

## Obdobje Normanov
Herfordska stolnica je ostala v propadajočem stanju, dokler ni bil leta 1079 Robert iz Lorene posvečen v škofa. Odločil se je za obnovo. Njegovo delo je bilo opravljeno ali verjetneje predelano pod škofom Reynelmom, ki je bil njegov naslednik in je reorganiziral kolegij posvetnih kanonikov, pripojen stolnici. Reynelm je umrl leta 1115. Njegov naslednik, Robert de Betun, ki je bil škof od 1131 do 1148, je cerkev dokončal.
Od normanske cerkve je le malo ohranjeno: kor je zrasel iz svetlobnega nadstropja v južnem transeptu, ostali so lok med severnim transeptom in kornim obhodom ter arkade ladje. Komaj 50 let po končanju je William de Vere, škof od 1186 do 1199, spremenil vzhodni konec z gradnjo zadnjega kora ali procesijske poti in Marijino kapelo; slednja je bila obnovljena kmalu zatem, med letoma 1226 in 1246, v zgodnjeangleškem slogu s kripto pod njo. Okoli sredine stoletja so svetlobno nadstropje in verjetno oboke kora obnovili, potem ko so nastale poškodbe zaradi dodajanja osrednjega stolpa. Pod škofom Aquablanco (1240–1268), priljubljenem pri Henriku III., se je začela obnova severnega transepta, ki jo je nato v istem stoletju končal škof Swinfield, ki je zgradil tudi stranske ladje in vzhodni transept.

## Škof Aquablanca
Eden najopaznejših predreformacijskih škofov Hereforda, ki je pustil svoj pečat na stolnici in škofiji, je bil Peter iz Aigueblanchea, znan tudi kot škof Aquablanca, ki je obnovil severni transept. V Anglijo je prišel z Eleanoro iz Provanse. Bil je nedvomno odločen človek z veliko  domiselnosti; čeprav je razmetaval denar stolnice in jo zapustil revno, se ni mogel pretvarjati glede usposobljenosti za uradovanje, med katerimi je Henrik III. zahteval tudi pobožnost. Bil je nesramežljiv nepotist. Ko je prišel princ Edvard v Hereford, da bi se spopadel z Llywelynom Velikim Gwyneddom, je škof odšel na Irsko na odpravo za zbiranje desetine, odsotni so bili tudi dekan in kanoniki. Ne dolgo po škofovi vrnitvi, ki je bila hitra verjetno zaradi kraljeve graje, so se on in vsi njegovi sorodniki iz Savoje zatekli v stolnico, baroni pa so mu odvzeli denar, ki ga je pridobil na Irskem.

## 14. do 16. stoletje
V prvi polovici 14. stoletja se je obnavljal osrednji stolp, ki je okrašen z ornamentom kroglastih cvetov (ball flower). V približno istem času sta bila zgrajena kapiteljska dvorana in njen vestibul (veža). Škof Trevenant, ki je predsedoval škofiji od 1389 do 1404, je obnovil južni konec in oboke velikega transepta. V sredini 15. stoletja je bil zahodnemu delu ladje dodan stolp. V drugi polovici istega stoletja sta škofa Stanbury in Edmund Audley zgradila tri kapele prvotno na severni strani kora, pozneje na južni strani Marijine kapele. Škofa Richard Mayew in Booth, ki sta delovala med letoma 1504 do 1535, sta še izpopolnila stolnico s postavitvijo severnega transepta. Tako se je gradnja vlekla 440 let.

### Thomas de Cantilupe
Thomas de Cantilupe je eden od škofov v Herefordu po Aquablanci. Imel je napake in bil naporen upravitelj škofije, neusmiljen zagovornik njenih pravic. Za napade na nekatere škofovske najemnike in krajo živine je bil lord Clifford obsojen na bosonogo hojo skozi stolnico h glavnemu oltarju in škof je lastnoročno uporabil palico na njegovem hrbtu. Škof Cantilupe je ožel tudi valižanskega kralja Llewellyna za nekaj dvorcev, ki mu jih je zasegel, bil je uspešen v tožbi proti grofu Gloucestrskemu pri določitvi lovne posesti v bližini gozda Malvern. Izkopal je nasip, ki ga je še vedno mogoče izslediti na grebenu hribovja Malvern. Ko ga je canterburyjski nadškof John Peckham izobčil, je odšel v papeški Orvieto, da bi razložil papežu, kaj se mu je zgodilo. Preselil se je na dvor Montefiascone. Bil je že bolan in je umrl leta 1282, preden je bil njegov primer v celoti rešen. Njegovo truplo so pokopali v samostanu San Severo zunaj Orvietta, njegovo srce in kosti pa pripeljali nazaj v Anglijo. Njegove kosti so bile pokopane v svetišču Herefordske stolnice, kjer so postale žarišče velikega romarskega kulta. Rim je zahteval, da ga kanonizirajo in med dokaze njegove svetosti poleg čudežev zdravljenja v njegovem svetišču dodal, da ni nikoli prenehal nositi svojih cilicij in nikoli ni  omogočil, da bi ga njegova sestra poljubila. Pričevanje je bilo obravnavano kot prepričljivo in 40 let po njegovi smrti, leta 1320, je bilo škofovo ime dodano na imenik svetnikov.

## Mizerikordije
Korne klopi imajo 40  mizerikordij iz 14. stoletja. Kažejo mešanico mitoloških zveri, grotesk in vsakdanjih dogodkov in zdi se, da se noben vzorec ne ponovi.
Poleg mizerikordij v koru je pet drugih v vrsti "sodniških sedežev". Ni jasno, ali so bili uporabljeni kot mizerikordije ali so le okras.

## 16. do 18. stoletje
V angleški državljanski vojni je mesto Hereford izmenično padlo v roke ene ali druge stranke. Ko je prestalo obleganje, so osvajalci ropali po stolnici in v svojem srdu povzročili veliko škodo, ki je ni bilo mogoče popraviti. V zgodnjih letih 18. stoletja je škof Bisse (1712–1721) oblikoval sistem za podporo osrednjega stolpa. Vgradil je tudi ogromen oltarni element in hrastov zaslon. Namesto da bi obnovil kapiteljsko dvorano, je omogočil, da so kamne uporabljali za preureditev škofovske palače.
V tem obdobju je bil njegov brat, častiti dr. Thomas Bisse, rektor stolnice. Leta 1724 je Thomas Bisse organiziral glasbeno srečanje, ki se je  skupaj s stolnicama v Worcestru in Gloucestru razvil v festival treh pevskih zborov.

### 1786: Porušitev zahodnega stolpa
Na velikonočni ponedeljek leta 1786 se je zgodila največja naravna nesreča v zgodovini stolnice. Zahodni stolp se je porušil in z njim celotna zahodna fasada in en del ladje. Stolp je v primerjavi z zahodnim stolpom v stolnici v Elyju v oboku na zahodni strani ladje spominjal na osrednji stolp. Bil je obilno prekrit z ornamenti kroglastih cvetov in svinčenimi fialami. Za popravilo škode je bil določen James Wyatt. Tako kot v Durhamu je tudi tu naredil spremembe, ki niso bile in še vedno niso priljubljene.

## 19. stoletje, obnova in 1904 ponovno odprtje
Leta 1841 se je začela obnova, ki jo je sprožil dekan Merewether, ki sta jo opravljala Lewis Nockalls Cottingham in njegov sin Nockalls. Zidovje škofa Bisseja, za katerega so ugotovili, da je neuporabno, so odstranili od osrednjega stolpa, okrepili so lanterno in jo postavili na ogled, veliko dela je bilo opravljeno v ladji in zunanjosti Marijine kapele. Ko se je Nockalls Cottingham utopil na potovanju v New York septembra 1854, je bil poklican George Gilbert Scott in od takrat se je nadaljevala obnova kora do leta 1863. 30. junija je bila stolnica ponovno odprta s slovesno mašo. Škof dr. Hampden je pridigal zjutraj, škof Wilberforce v večernih urah.
Zahodno fasado je obnovil John Oldrid Scott v obdobju med 1902 in 1908.
Ta obnova je stala okoli 45.000 £ (enakovredno 4.237.256 £ leta 2015). Od takrat je bilo opravljeno še veliko drugega dela. Wyattsova Folly, kot je James Wyatt pogosto imenoval zahodno fasado, je bila nadomeščena z zelo bogato okrašeno fasado v spomin na diamantni jubilej kraljice Viktorije, katerega številka je prikazana v lepem vitraju, ki zapolnjuje sedem svetlobnih oken in so jih financirale ženske Herefordske škofije.

## 20. stoletje – razvoj
Nova stavba knjižnice je bila zgrajena v zgodnjih 1990-ih in jo je odprla kraljica leta 1996. Leta 1967 je bil z novo liturgično modo veličastna korna pregrada Scotta Rooda odstranjen in zavržen. Obnovljena je zdaj v muzeju Victoria in Albert.

## 21. stoletje – spremembe
Nov park s potmi, klopmi in vhodom v stolnico je bil narejen od leta 2010 do leta 2011.
Leta 2015 so bila izvedena dela krajinske ureditve in še nekatera obnovitvena dela na stolnici. Ponovno so prekopali tisoče trupel, nekatera iz 12.  do 14. stoletja (nekateri so bili pokopani v kamnitih grobovih), iz stolničnih grobov, v katerih so bili od srednjega veka do 19. stoletja.

## Zvonovi
Herefordska stolnica ima 10 zvonov v 43 m visokem stolpu. Tenorski zvon tehta 1,7 tone. Najstarejši zvon je šesti, ki sega v 13. stoletje. Zvonovi so znani tudi kot velika stara gospa ("Grand Old Lady"), so edinstven obroč zvonov. Stolnica je glavni sedež družbe Hereford Diocesan Guild. Vodja je skladatelj za zvonove Richard Pullin.

## Opis notranjosti
Na normanskih stebrih je okrasje, oboki ladje so delo kamnosekov škofa Reynelma. Do leta 1847 je bil tlak v ladji popolnoma skrit v kvadratni osnovi, na katerih so počivali stebri. Dvojne polcilindrične gredi kažejo svoje severno in južno lice, ki se konča v majhnih dvojnih kapitelih na vrhu kapitelov samih stebrov. V južni stranski ladji sta dve grobnici iz 14. stoletja s podobama neznanih klerikov. Grobnica sira Richarda Pembridgea, viteza hlačne podveze v času Edvarda III. je lep primer oklepa iz tega obdobja in je eden od prvih primerov podobe, ki nosi podvezico. Vrata omogočajo dostop iz te ladje do škofovskega križnega hodnika.
Na severnem vhodu je veranda z visokogotskimi vrati. Tam so sodobna korna pregrada, prostorna in visoka osrednja lanterna, retabel z izrezljanim klinastim odsekom (spandrila). Marijina kapela ima lancetna okna, listnato okrasje in obokano streho. Grobnica škofa Bootha, graditelja verande, je v šestem oboku ladje na severni strani in jo varuje antična železna ograja. Na južni strani ladje so normanski krstilnik, krožna skleda, dovolj velika, da v njej potopijo otroka.

## Veliki transept in kor
Severni transept, obnovljen v času škofa Aquablanca v zgodnjegotskem slogu in ponovno restavriran v času Scotta, je izjemen z vzorcem na arkadah pod triforijem in obliko koničastih lokov in oken, ki imajo tako rahlo krivino, da spominjajo na dve ravni črti, ki se srečata pod kotom. Severno okno je napolnjeno s Hardmanovim vitrajem kot spomin na arhdiakona Lane-Freera, ki je umrl leta 1863. V tem transeptu je grob ali podstruktura svetišča škofa Cantilupe, zgodnjegotsko delo, ki je bilo obnovljeno. Iz purbeškega marmorja je zgrajen v dveh delih, spodnji ima 14 likov vitezov templjarjev v verižnem oklepu, ki zasedajo petoprstne niše. Škof je bil deželni veliki mojster tega reda v Angliji. Med severnim kornim hodnikom in vzhodnim oltarjem transepta je grob škofa Aquablance, je najstarejši škofovski spomenik v cerkvi. Škof je upodobljen v popolnih oblačilih; kupola je podprta z vitkimi gredmi, rezbarija je občutljiva. Južni transept naj bi bil najstarejši del stolnice, na to kaže nekaj normanskih elementov, zlasti na vzhodni steni z arkadami.
Do njegove odstranitve leta 1960 je bila korna pregrada iz kovanega železa, pobarvana in pozlačena. Oblikoval jo je Scott, izdelalo pa jo je podjetje Skidmore iz Coventryja, od koder je bila tudi prejšnja kovinska pregrada pri Lichfieldu. Potem ko je bila več let shranjena v skladišču, je bila v celoti obnovljena v poznih 1990-ih in ponovno postavljena v muzej Victoria in Albert v Londonu.
Kor, ki je sestavljen iz treh normanskih obokov, je poln lepih in zanimivih predmetov. Retabel, ki ga je zasnoval mlajši Cottingham, je sestavljen iz petih baldahinov s skulpturo, ki predstavlja pasijon. Zadaj je steber, iz katerega rasteta dva koničasta loka; tako nastali spandrel je prekrit z bogatim sodobnim kiparskim okrasjem, ki predstavlja Kristusa v mandorli z angeli in štirimi evangelisti; spodaj je slika kralja Ethelberta. Proti najbolj vzhodni točki na južni strani kora je majhna podoba tega kralja, ki je bil izkopan na vhodu v Marijino kapelo okoli leta 1700. Škofovski prestol in korne klopi so iz 14. stoletja in obnovljene, sodobne knjižne mize in kipi angelov na zgornjih klopeh zaslužijo našo pozornost. Starodaven škofovski stol je zelo nenavaden.

## Grobnice
- Robert Herefordski
- Reynelm
- Geoffrey de Clive
- Robert de Bethune, herefordski škof (1131–1148)
- Robert od Melun, herefordski škof (1163–1167)
- Robert Foliot, herefordski škof (1173–1186)
- William de Vere, herefordski škof (1186–1198)
- Giles de Braose, herefordski škof (1200–1215)
- Hugh de Mapenor, herefordski škof (1216–1219)
- Hugh Foliot, herefordski škof (1219–1234)
- Peter iz Aigueblanchea, herefordski škof (1240–1268) – njegovo telo je bilo odkopano leta 1925
- Thomas de Cantilupe, angleški svetnik in herefordski škof (1275–1282)
- Richard Swinefield, herefordski škof (1282–1317)
- Thomas Charlton (škof), varuh pečata in lord zakladnik Anglije in herefordski škof (1327–1344)
- Herbert Westfaling, herefordski škof (1585–1602) – v severnem transeptu
- Augustine Lindsell, herefordski škof (1634)
- Gilbert Ironside mlajši, herefordski škof (1691–1701)
- Velters Cornewall (1697–1768), MP za Herefordshire za 46 let
- James Atlay, herefordski škof (1868–1894)
- Philipp Traherne (1568–1645), oče metafizičnega pesnika Thomasa Traherneja (okoli 1637–1674) in župan Hereforda

## Orgle
Na južni strani kora je orgle oblikoval Scott. Instrument je leta 1892 zgradil Henry Willis in na splošno velja za enega najlepših v državi.

## Mappa Mundi
V severnem kornem hodniku je poznogotska očarljiva mala struktura z obokanim stropom in stenami ter dvema oknoma, ki jo osvetljujeta na severni strani, iz obdobja škofa Stanburyja. Alabastrna podoba, čeprav nekoliko okrnjena, je dragocen primer srednjeveških oblačil.
Na steni nasproti kornega hodnika visi slavna Mappa Mundi iz Hereforda, datirana v pozno 13. stoletje. Je delo duhovnika, ki naj bi bil prikazan v desnem kotu na konju. Sebe je imenoval Richard de Haldingham in Lafford v Lincolnshiru, a je njegovo pravo ime Richard de la Battayle ali de Bello. Imel je prebendo v lincolnski stolnici in je leta 1305 napredoval v Hereford. V nemirnih Cromwellovih časih je zemljevid ležal pod podom poleg Marijine kapele, kjer je ostala kar nekaj časa skrita. Leta 1855 je bila očiščena in obnovljena v Britanskem muzeju. To je prav gotovo eden najpomembnejših spomenikov te vrste, kar jih obstaja, največji od vseh starih zemljevidov, ki so izdani na enem listu pergamenta. Svet je predstavljen kot krog, ki ga obdaja ocean. Na vrhu zemljevida (na vzhodu) je podoba raja z reko in drevesom spoznanja ter izgon Adama in Eve. Nad tem je izjemen prikaz sodnega dne z devico Marijo, ki prosi za vernike, ki so videti, kot da rastejo iz svojih grobov in stopajo po stenah v nebesa. Napisana so številna mesta, živali, ptice in ribe ter groteskna bitja; štiri velika mesta: Jeruzalem, Babilon, Rim in Troja so zelo pomembna. Navedena je večina stolnic v Veliki Britaniji.
V 1980-ih je finančna kriza v škofiji povzročila, da sta dekan in kapitelj razmišljala o njegovi prodaji. Po večji polemiki in donacijah državnega sklada Heritage Memorial Fund, sklada Paula Gettyja in javnosti so zemljevid v Herefordu ohranili in omogočili gradnjo nove knjižnice za hrambo zemljevida in preselitev knjig iz stolnice in cerkve Vseh svetih. Center je bil odprt 3. maja 1996.

## Vzhodni transept
V severovzhodnem transeptu, katerega obokanje je podprto s centralnim osmerokotnim stebrom, so ohranjeni številni monumentalni fragmenti, ki sestavljajo bogato in raznovrstno zbirko. Tu je tudi lep oltar – grobnica iz alabastra in poliranega marmorja, postavljen kot javni spomin na nekdanjega dekana Richarda Dawesa, ki je umrl leta 1867. Kip, delo Nobleja, je dobra podoba dekana, ki je bil goreč podpornik gibanja izobraževanja sredi 19. stoletja. Na jugovzhodnem transeptu so spomeniki več škofov. Ostanki škofa Gilberta Ironsida (1701) skupaj s črnim marmornim nagrobnikom so bili dani sem leta 1867, preneseni iz cerkve svete Marije Somerset na ulici Upper Thames, London. Tu lahko vidimo nenavadno upodobljenega svetega Janeza Krstnika, fin marmorni kip naj bi bil delo Roubiliaca. Privlačen baldahin poznogotske grobnice škofa Maya (1516) s kipom v celoti zaseda južno stran oltarja. V jugovzhodnem transeptu se vrata odpirajo v vikarjev križni hodnik, zanimiv kos v poznogotskem slogu, ki vodi do kolidža župnijskega zbora.

## Marijina kapela
Nasproti zadnjega kora ali ambulatorija je prostorna in lepa zgodnjegotska Marijina kapela, zgrajena nad kripto in dostopna po petih stopnicah. Nad vsakim od petih lepih lancetnih oken na vzhodnem koncu je v steni odprtina v obliki štiriperesne deteljice. Fergusson je trdil, da "nikjer na celini ni take kombinacije". Uvršča jih v skupino petih sester v stolnici v Yorku in vzhodnem koncu stolnice Ely. Polnjene so s steklom, delo Cottinghama, in so spomenik dekanu Merewetherju, ki je pokopan v grobnici spodaj in ima tukaj še spominsko črno marmorno ploščo z medenino, delo Hardmana. V Marijini kapeli so cerkveni spomeniki Joanne de Kilpec in Humphreya de Bohuna, njenega moža. Joanna je bila dobrotnica iz 14. stoletja, ki je darovala dekanu in kapitlju 4000 m² zemljišča v Lugwardinu in bila pokroviteljica cerkve z več kapelicami, ki se nanašajo nanjo. Na južni strani Marijine kapele, ločena je z nenavadnim zaslonom, je votivna kapela, ki jo je konec 15. stoletja postavil škof Audley, ki je bil premeščen v Salisbury in tam zgradil drugo, kjer je bil pokopan. Tukajšnja je peterokotne oblike v dveh nadstropjih z dvema oknoma spodaj in petimi zgoraj.

## Kripta in knjižnica
Čeprav je kripta majhna, je posebnega pomena, osamljen primer kripte v angleški stolnici, zgrajeni po normanskem obdobju, dokler ne pridemo do stolnice v Truru v kripto svetega Pavla, ki je le rekonstrukcija. Je kostnica in se imenuje Golgota.
V knjižnici so predvsem stare knjige v rokopisu. Nekatere od njih so lepi primeri starodavnega rokopisa, ki vsebujejo čudovite ilustracije v zlatu in barvah. Dva izmed najbolj dragocenih sta edina dobro ohranjena izvoda starodavnega Herefordskega antifonarija iz 13. stoletja ter Herefordski evangeliji, kopija evangelijev, starih najmanj tisoč let, v anglosaksonskih znakih. Še en zaklad je starodavni hrastov relikvarij, ki ga je stolnici podaril Canon Russell in dejal, da so ga dobili od rimskokatoliške družine, ki ga je imela v lasti dolgo časa. Prekrit je z bakrenimi ploščami z  emajlom iz Limogesa predstavlja umor in pokopavanje svetega Tomaža Canterburyjskega.

## Druge stavbe
Med križnima hodnikoma, škofovim in vikarjevim, na južni strani stolnice so ostanki kapiteljske hiše. Leta 1645 je bil odstranjen svinec s strehe in stavba je propadla. Škofova palača, dekanija, dom za kanonike in stolnična šola so v neposredni bližini druga druge. Kolidž je rezidenca vikarjevega zbora v obliki slikovitega pravokotnika.

## Velikost
Zunanja dolžina cerkve je 104 m, notranja dolžina 99 m, glavna ladja (do korne pregrade) meri 48 m in kor 23 m. Veliki transept je dolg 45 m, vzhodni transept 34 m. Ladja in kor (s stranskima ladjama) sta široka 22 m; ladja je 20 m visoka in kor 19 m. Lanterna je visoka 29 m, stolp 42,67 m ali s konico 50 m.

## Magna Carta
Hereford ima eno od štirih ohranjenih primerov Magne Carte iz leta 1217. Včasih si jo je mogoče ogledati poleg Mappe Mundi v knjižnici, v kateri so vse knjige na verigah.

## Galerija
- Pogled s severovzhoda
- Pogled z jugozahoda
- Južni transept
- Strop glavne ladje
- Oltar v Marijini kapeli
- Vitražna okna

## Omembe v književnosti
Stolnico z bogato knjižnico in zemljevidom sveta opisuje pisatelj Maurice Druon v poglavju Hereford v romanu Francoska volkulja (5. knjiga Prekletih kraljev).